# Arthur Shields
Arthur Shields (* 15. Februar 1896 in Dublin, Irland; † 27. April 1970 in Santa Barbara, Kalifornien) war ein irischer Schauspieler.

## Leben und Karriere

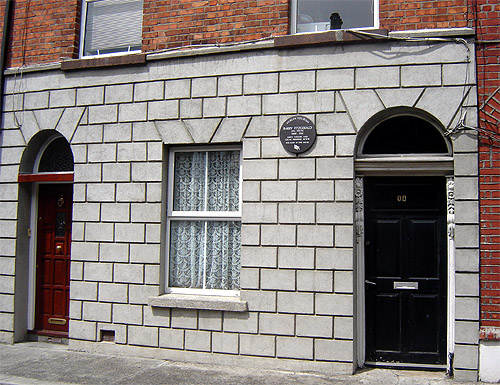
Das Geburtshaus von Arthur Shields und seinem Bruder Barry Fitzgerald in Dublin

Arthur Shields wurde in eine irisch-protestantische Familie in Irland geboren, sein älterer Bruder war der spätere Schauspieler und Oscar-Preisträger Barry Fitzgerald. Er trat bereits 1914 als Jugendlicher ins Abbey Theatre – das bekannte irische Nationaltheater – ein. Shields war ein irischer Unabhängigkeitskämpfer und kämpfte am Osteraufstand 1916. Er wurde wegen seiner Tätigkeiten verhaftet und in ein Gefangenenlager im walisischen Merionethshire gebracht. Zu seinen Mithäftlingen gehörten dabei unter anderem die irischen Revolutionäre Michael Collins und Arthur Griffith. Nach seiner Haftzeit kehrte Shields zum Abbey Theatre zurück. Nachdem er zuvor bereits 1918 und 1921 am Broadway in New York gespielt hatte, siedelte Shields Anfang der 1930er Jahre dauerhaft in die Vereinigten Staaten. Während der 1930er-Jahre trat der Charakterdarsteller am Broadway in zahlreichen Stücken auf, bei einigen Stücken nicht nur als Schauspieler, sondern auch als Regisseur und Produzent.
Nachdem Shields zuvor in wenigen britischen Stummfilmen gespielt hatte, holte ihn Regisseur John Ford 1936 für The Plough and the Stars erstmals nach Hollywood vor die Kamera. In The Plough and the Stars spielte er neben einigen anderen alten Bekannten aus dem Abbey Theatre – darunter sein Bruder Barry Fitzgerald, mit welchem er später noch mehrere Filme drehen sollte – die Rolle des irischen Freiheitskämpfers Patrick Pearse, dem Anführer des Osteraufstandes. Bei The Plough and the Stars war er zusätzlich Fords Regieassistent. 
Danach drehte Shields regelmäßig Filme in Hollywood und erhielt nur selten große, aber häufig profilierte Nebenrollen. Auch mit John Ford arbeitete Shields noch mehrfach zusammen. Überdurchschnittlich häufig spielte Shields Angehörige des Klerus, wobei der Rollentypus des versatilen Schauspielers variierte: Während er in Schlagende Wetter (1941) etwa den fanatischen Dorfdiakon Mr. Parry spielte, der seinen Gläubigen eindringlich mit Höllenfeuer droht, verkörperte er in Der Sieger (1952) den gutherzigen Reverend Playfair. 1951 hatte er eine größere Nebenrolle in Jean Renoirs in Indien gedrehtem Spielfilm Der Strom. Ab den 1950er-Jahren arbeitete Shields vor allem fürs Fernsehen. Seine letzte Filmarbeit war Es begann in Rom (1962), anschließend zog er sich in den Ruhestand zurück. 
Shields war dreimal verheiratet; seine erste Ehe endete in Scheidung, seine zweite Ehefrau starb und seine dritte Ehe hielt bis zu seinem Tod. Er war Vater von zwei Kindern und hatte zum Zeitpunkt seines Todes vier Enkelkinder. 1970 erlag er im Alter von 74 Jahren einer Lungenerkrankung.

## Filmografie (Auswahl)
- 1918: Knocknagow
- 1936: Der Pflug und die Sterne (The Plough and the Stars)
- 1939: Trommeln am Mohawk (Drums Along the Mohawk)
- 1940: Der lange Weg nach Cardiff (The Long Voyage Home)
- 1941: Schlagende Wetter (How Green Was My Valley)
- 1941: The Gay Falcon
- 1942: Gefundene Jahre (Random Harvest)
- 1942: Der freche Kavalier (Gentleman Jim)
- 1942: Der Seeräuber (The Black Swan)
- 1942: Wie ein Alptraum (Nightmare)
- 1943: Gefährliche Flitterwochen (Above Suspicion)
- 1943: Heimweh (Lassie Come Home)
- 1943: Madame Curie
- 1944: Schlüssel zum Himmelreich (The Keys of the Kingdom)
- 1944: The White Cliffs of Dover
- 1944: Kleines Mädchen, großes Herz (National Velvet)
- 1944: Im Zeichen des Kreuzes (1932; neue Szenen für Re-Release)
- 1945: Die Entscheidung (The Valley of Decision)
- 1945: Das Bildnis des Dorian Gray (The Picture of Dorian Gray)
- 1945: Das grüne Korn (The Corn Is Green)
- 1946: Drei Fremde (Three Strangers)
- 1946: Hier irrte Scotland Yard (The Verdict)
- 1947: Die legendären Dorseys (The Fabolous Dorseys)
- 1948: Tal der Leidenschaften (Tap Roots)
- 1949: Your Show Time (Fernsehserie, 26 Folgen)
- 1949: Der Teufelshauptmann (She Wore a Yellow Ribbon)
- 1949: Lassie in Not (Challenge to Lassie)
- 1949: Rotes Licht (Red Light)
- 1949: Auf Leben und Tod (The Fighting O'Flynn)
- 1949: Diebstahl in Irland (Top o’ the Morning) (als Berater)
- 1950: Tarzan und das Sklavenmädchen (Tarzan and the Slave Girl)
- 1951: Der Strom (The River)
- 1951: Trommeln des Todes (Apache Drums)
- 1951: Der Mordprozeß O’Hara (The People Against O’Hara)
- 1951: Strandräuber in Florida (The Barefoot Mailman)
- 1952: Der Sieger (The Quiet Man)
- 1952: Jack and the Beanstalk
- 1953: Skandal um Patsy (Scandal at Scourie)
- 1954: Fluß ohne Wiederkehr (River of No Return)
- 1954: Menschenraub in Singapur (World for Ransom)
- 1956: Heißer Süden (The King and Four Queens)
- 1962: Es begann in Rom (The Pigeon That Took Rome)